# プレシッチェ
プレシッチェ（イタリア語: Presicce）は、イタリア共和国プッリャ州レッチェ県に存在した、人口約5600人の基礎自治体（コムーネ）。
2019年5月15日にアックーアリカ・デル・カーポと合併し、プレシッチェ＝アックーアリカの一部となった。

## 文化・観光
「イタリアの最も美しい村」クラブ加盟コムーネである。